# Altägyptische Literatur
Die Altägyptische Literatur ist die Literatur im Alten Ägypten von etwa 2800 v. Chr. bis 300 n. Chr. Sie ist in alt-, mittel-, neuägyptischer und demotischer Sprache überliefert und enthält zahlreiche Weisheitslehren und autobiographische Texte.

## Erhaltungsbedingungen
Ägyptische Literatur wurde nicht, wie die biblische und große Teile der klassisch griechisch-römischen Literatur im Mittelalter durch wiederholtes Abschreiben tradiert. Mit dem Untergang der altägyptischen Kultur erlosch auch das Interesse an deren Literatur, sodass auch die koptische Literatur wenig von der altägyptischen Literatur bewahrte. Unsere Kenntnisse beruhen daher fast ausschließlich auf archäologischen Funden. Ein Teil der Texte fand sich auf Tempelwänden oder als Grabinschriften in Stein gehauen. Diese Texte sind meist religiösen Inhalts, seltener gibt es Biographien oder Tatenberichte von Pharaonen.
Literatur wurde sicherlich normalerweise größtenteils auf Papyrus geschrieben und die Erhaltungsbedingungen für Papyrus sind nur unter besonderen Bedingungen gut. In Ägypten sind das vor allem geschützte Grabanlagen, Tempel und seltener Siedlungen, die in der Wüste lagen. Aus den Grabanlagen (und dort auch in Stein oder auf Holz geschrieben) stammt ein Großteil der literarischen Werke. Aus diesem Grund und auch wegen des Vorsorgegedankens der alten Ägypter und ihrer Jenseitsauffassung ist viel religiöse Literatur erhalten.
Literatur aus Siedlungsgrabungen ist oftmals sehr fragmentarisch. Aus al-Lahun stammen zahlreiche Fragmente solcher Werke. Mit der Ausnahme eines Teils der Geschichte von Sinuhe stammen alle dort gefundenen Reste von sonst unbekannten Werken. Dies zeigt deutlich, dass ein Großteil der Literatur wohl für immer verloren ist. Aus Siedlungen und deren Umfeld stammen auch Schülertexte, darunter viele Weisheitslehren. Meist jedoch ist der Fundort Theben.
Die Existenz von privaten Bibliotheken kann nach einem Fund von literarischen Papyri in Deir el-Medina nicht ausgeschlossen werden.

## Gattungen
Am bekanntesten im öffentlichen Bewusstsein sind sicher die religiösen Texte, allen voran die Jenseitsbücher. Die ägyptische Literatur ist jedoch breiter gefächert, als man zunächst vermutet. Die Abgrenzung der Gattungen ist kompliziert und immer noch in Forscherkreisen strittig und ist wohl eher auch ein modernes Problem. Dies wird erschwert, da Ägypter zwischen Religion, Magie und Medizin keine Trennung vornahmen. Die hier vorgenommene Einteilung ist nur sehr grob, um einen Überblick bieten zu können. Sie entspricht (soweit es nicht vermerkt ist) nicht den Gattungseinteilungen der alten Ägypter oder der Ägyptologen. Für genauere Informationen zu Gattungsgrenzen s. Literaturanhang.

### Religiöse Texte
1. Früheste Zeugnisse bieten die Pyramidentexte. Sie sind zunächst in den Pyramiden des Alten Reiches bezeugt. Im Mittleren Reich werden diese oder verwandte Texte auf Särgen angebracht (Sargtexte). Sie bieten Schutz und Geleit für den Verstorbenen.
2. Hymnen sind ebenfalls an Grabwänden, aber auch auf im Grab beigelegten Papyri belegt. Sie wurden vermutlich zu bestimmten Anlässen gelesen oder gesungen; dies wird durch kleine „Regieanweisungen“ deutlich, wie zum Beispiel Niederknien. Selbstverständlich sind sie auch an Tempelwänden angebracht.
3. Zaubertexte zählen ebenfalls zu den religiösen Texten, sie können jedoch auch medizinischer Natur sein. Einige medizinische Zaubersprüche sind nicht ägyptisch, sondern in fremden Sprachen geschrieben.
4. Rituale
5. Prophezeiungen
6. Jenseitsbücher; darunter das Totenbuch, das Pfortenbuch, das Buch von der Himmelskuh, das Höhlenbuch und andere.
7. Mythologische Texte. Hierzu könnte man die Überlieferungen von Horus und Seth zählen, die sich nicht unmittelbar auf den Verstorbenen beziehen. Dies ist nur eine künstliche Einteilung zur Darstellung in der Wikipedia; weder die alten Ägypter noch Ägyptologen grenzen die Gattung auf diese Weise ab.

### Profane Texte
1. Autobiographien kann man bedingt unter profane Texte fassen; je nach Zeit gehört eine Autobiographie zur Ausschmückung des Grabes. Da der Text nicht primär religiös ist, sondern nur in religiösem Rahmen verwendet wird, wird er hier eingeteilt.
2. Briefe
3. Liebeslieder
4. Harfnerlieder

### Weisheitstexte
Die Weisheitstexte, auch Lebenslehren oder Weisheitslehren genannt, sind eine spezielle Gattung. Sie enthalten Weisungen an einen Sohn oder Schüler. Weisheitstexte wurden oft als Schulstoff verwendet, um die komplizierte Schrift zu lehren und gleichzeitig den Kindern moralische Werte zu vermitteln. Die Weisheitstexte bieten ebenfalls wichtige Hinweise auf das Verständnis der Maat, das leider nirgendwo dargelegt wurde. Diese Gattung ist ebenfalls in der Forschung bekannt.

### Auseinandersetzungsliteratur
Einige Texte, die in die Erste Zwischenzeit oder das Mittlere Reich datiert worden sind, wurden in der Ägyptologie zeitweise als „Auseinandersetzungsliteratur“ bezeichnet. Gemeinsam ist diesen Texten, dass sie ein mehr oder weniger drastisches Bild eines von katastrophalen und chaotischen Zuständen heimgesuchten Ägyptens ab dem Ende des Alten Reichs zeichneten. Die politischen und gesellschaftlichen Veränderungen im Übergang vom Alten zum Mittleren Reich hätten sich in allgemeinen und speziellen Zweifeln an den Werten ausgedrückt, die in dieser Literatur aufgegriffen und gewissermaßen diskutiert wurden. Diese Texte wurden als Darstellungen einer historischen Realität oder zumindest als davon inspiriert gedeutet, zum Zweck der mentalen Bewältigung einer kollektiv erlittenen Ausnahmesituation. Zur Auseinandersetzungsliteratur wurden Texte wie die Klagen des Ipuwer, die Klagen des Chacheperreseneb, das Gespräch eines Lebensmüden mit seinem Ba oder die Prophezeiung des Neferti gezählt. Auch der Beredte Bauer oder die Lehre für Merikare und weitere Texte wurden teilweise in diesen Zusammenhang gestellt. Die These der Auseinandersetzungsliteratur gilt inzwischen jedoch als überholt. Die Erste Zwischenzeit wird nicht mehr als Epoche der Krise, des Chaos und der Katastrophen betrachtet. Auch die Vorstellung, dass der Übergang von einem geeinten, zentral regierten Ägypten in verschiedene Herrschaftsbereiche eine geistige Krise ausgelöst hat, wird heute abgelehnt. Aus diesen beiden Gründen ist auch die These nicht mehr haltbar, dass es in der Literatur eine Auseinandersetzung mit einer chaotischen Krisenzeit oder einer geistigen Malaise gegeben hat. Problematisch war zudem, dass die erwähnten Texte wegen ihres pessimistischen Inhalts in Zusammenhang mit der Ersten Zwischenzeit gebracht wurden und dann aufgrund dieses konstruierten Zusammenhangs wieder als Quelle für die Erste Zwischenzeit benutzt worden sind, die dadurch schließlich als Krisenzeit bestätigt worden ist.
Der Begriff „Auseinandersetzungsliteratur“ geht auf Eberhard Otto zurück. Die These, dass in der Literatur historische Ereignisse der Ersten Zwischenzeit verarbeitet worden sind, wurde aber schon zuvor vertreten. Andere Forscher sprechen von „pessimistischer Literatur“ oder „Problemliteratur“.

### Märchenhafte Erzählungen
Hierzu zählt man in der Forschung Erzählungen, die weder mythologischer oder religiöser Natur sind noch Erlebnisberichte darstellen. Zweck und Adressat sind strittig, ebenso die Zuordnung zu der Gattung. So wird die Geschichte von Sinuhe beispielsweise teilweise als Märchen, teilweise als Erlebnisbericht gesehen. Unstrittiger Vertreter dieser Gattung und prominentestes Beispiel ist die Geschichte des Schiffbrüchigen.

### Medizinische Texte
Sie enthalten sowohl Beobachtungen und konkrete Hinweise für medizinische Behandlungen als auch Beschwörungen. Die Ägypter trennten Magie und Medizin nicht.

## Geschichte

### Altes Reich
Die Literatur des Alten Reiches ist nicht so reichhaltig wie die aus nachfolgenden Zeiten. Die umfangreichste Textsorte des Alten Reiches sind die religiösen Texte in den Pyramiden der verstorbenen Könige, die Pyramidentexte. Die erste bekannte Weisheitslehre, die Imhotep, der unter König Djoser lebte, als Autor angab, ist vollständig verloren. Es kann nicht gesagt werden, ob dieses Werk wirklich von Imhotep stammt. In größerem Umfang sind die in den Gräbern hochstehender Personen eingemeißelten Autobiographien erhalten. Die älteste von ihnen, die des Metjen, stammt aus der Zeit Snofrus, eine weitere ist die des Gaufürsten Harchuf. Hingegen sind aus dem Alten Reich keine wissenschaftlichen Werke erhalten, obwohl von ihrer Existenz ausgegangen wird.

### Erste Zwischenzeit
Das Chaos der Ersten Zwischenzeit hat sich eventuell in mehreren literarischen Werken niedergeschlagen (die sog. Auseinandersetzungsliteratur). Als bedeutendes Werk werden in diesem Zusammenhang immer wieder die „Klagen des Ipuwer“ genannt, die in einem einzigen stark beschädigten Manuskript aus der 19. Dynastie überliefert sind (Papyrus Leiden I 344). Der Text beschreibt Ägypten als von Naturkatastrophen befallenes, zusammengebrochenes Gemeinwesen. Die frühere Forschung betrachtete ihn als historische Dichtung über den Fall des Alten Reiches. Er wurde wie andere jedoch im späten Mittleren Reich verfasst. Aus der ersten Zwischenzeit gibt es neben den im Grab überlieferten Biographien und Totentexten keine nennenswerten Überlieferungen. Sie wurden entweder zerstört oder es entstanden keine Texte.

### Mittleres Reich
Das Mittlere Reich war die Blütezeit der ägyptischen Literatur, denn die Texte dieser Epoche wurden noch Jahrhunderte später in den Schulen gelesen und abgeschrieben. Dies liegt sicher auch an der Sprachform, da das Mittelägyptische noch lange Zeit als klassisch angesehen wurde. Noch in der Ramessidenzeit galt Cheti, der zwei Lehren und wahrscheinlich auch einen Nilhymnus verfasste, als größter ägyptischer Dichter überhaupt. Im Mittleren Reich kamen neue Gattungen auf: Weisheitslehren wie die Lehre eines Mannes für seinen Sohn und erzählende Texte, wie die Geschichte des Schiffbrüchigen, die Geschichte von Sinuhe und die bruchstückhaft erhaltene Hirtengeschichte. Auf die Existenz dramatischer Texte deuten erhaltene szenische Anweisungen für ein kultisches Spiel. Eine weitere neue Textart des Mittleren Reiches bildet die sog. Königsnovelle, die Gespräche des Königs mit seinen Untergebenen, etwa in einer Thronsitzung oder bei Kriegsvorbereitungen, aufzeichnet. Ganz in der Tradition der altägyptischen Pyramidentexte stehen hingegen die in den Gräbern vornehmer Personen niedergeschriebenen Jenseitstexte.
Aus dem Mittleren Reich und der Zweiten Zwischenzeit stammen zudem einige bedeutende wissenschaftliche Werke, wie der medizinische Papyrus Ebers.

### Neues Reich
Auch das Neue Reich hat eine Vielzahl von Werken hervorgebracht. Während die Weisheitslehren an Bedeutung verloren, gewannen märchenhafte Erzählungen an Zahl. In die Zeit Amenophis II. datiert der mythologische Text Astarte und das unersättliche Meer, der levantinische und hethitische Motive und Einflüsse aufweist. Aus der Zeit Sethos II. stammt die Erzählung von den beiden Brüdern, ein konstruierter Mythos, der der Legitimation der ramessidischen Dynastie dienen sollte. Wegen seinen märchenhaften Elementen ist er auch als Zweibrüdermärchen bekannt. Mit 24 Kapiteln gehört dieser Text zu den längsten erhaltenen literarischen Texten Ägyptens. Ein wichtiger erzählender Text ist der Reisebericht des Wenamun, der die schwindende Macht Ägyptens in Palästina um 1180 v. Chr. beschreibt. Erstmals sind kurz gefasste Kriegstagebücher erhalten, auf denen umfassende Schlachtbeschreibungen auf Tempelwänden aufbauen. Aus der gleichen Zeit stammt ein satirischer Brief, der sich ebenfalls auf Palästina bezieht, der Papyrus Anastasi I. Eine neue Textklasse bilden die Unterweltsbücher, die sich auf die Zeit nach dem Tod beziehen.

### Spätzeit und Griechisch-Römische Zeit
Die Demotische Literatur der Spätzeit ist durch Märchen und kindlich einfache Tierfabeln, epische, historische und prophetische Erzählungen wie die Prophezeiungen eines Lammes sowie Spruchsammlungen gekennzeichnet. Hinzu kommen die ausschließlich religiösen Tempelinschriften der griechisch-römischen Zeit, die weiter in Hieroglyphenschrift abgefasst sind. Die Zahl der Hieroglyphen wächst in dieser Zeit auf etwa 7000 an; sie werden zu einer Art Geheimsprache und sind nur noch den Priestern verständlich.
In der formalen Tradition der alten Weisheitslehren und Spruchsammlungen stehen die Lehre des Papyrus Insinger aus der Ptolemäer- oder vielleicht Perserzeit (schriftlich überliefert aus dem 2. oder 1. Jahrhundert v. Chr.) und die Lehre des Chascheschonqi (um 600 – 500 v. Chr., als Papyrus ebenfalls aus dem 2. oder 1. Jahrhundert v. Chr. überliefert). In einer Zeit der Unterdrückung und Fremdherrschaft entwickeln die Moralisten meist nur pessimistische und zynische Ratschläge und Bauernregeln für das ländliche Kleinbürgertum darüber, wie man das Schlimmste vermeiden und zu mehr materiellem Wohlstand gelangen kann (Papyrus Insinger: „Leihe dir Geld und feiere deinen Geburtstag!“ oder Papyrus Louvre 2424: „Mache nicht bekannt, dass deine Frau dich geärgert hat. Prügele sie und lasse sie ihr Eigentum wegführen.“)
Neben den traditionellen ägyptischen Formen hat die demotische Literatur griechische Elemente aufgenommen, die sich insbesondere in der Erzählung über die Heldentaten des Magiers Chaemwaset, Sohn von Ramses II., zeigen: Der Magier hat sich ein altes Zauberbuch angeeignet, das er wieder zurückgeben muss, weil die Zauberei nur Katastrophen über ihn bringt. Die Belebung magischer Traditionen ist kennzeichnend für eine Zeit des Zusammenbruchs und der Unterdrückung, in der das rationale Denken der makedonisch-griechischen Besatzer nicht akzeptiert wurde und zunehmender Fremdenhass aufkam. Magie bleibt für das Individuum die einzige Möglichkeit, sein Schicksal zu beeinflussen.
Der Sagenkreis um die Könige Petubastis III. und Inaros I. und ihren Kampf gegen Assyrer und Perser (Der Kampf um den Panzer des Inaros) verrät hingegen Einflüsse der Ilias, nach deren Kompositionsschema sich die Kämpfe entwickeln und die Waffen und Kleider des Inaros beschrieben werden. Auch Anklänge an die mythische Reise zu den Amazonen finden sich in einer demotischen Erzählung. Doch fehlt den ägyptischen Autoren der griechische Sinn für das Tragische; die Geschichte endet mit einer Völkerversöhnung.
Zur Darstellung ihrer eigenen religiösen Vorstellungen mussten die Ägypter sich in der hellenistischen Zeit paradoxerweise der griechischen Sprache bedienen, da es ihnen kaum gelang, Worte für abstrakt-theoretische Zusammenhänge wie „Gott“, „Werden“ oder „Verklärung“ zu finden und sie diese nur in konkret-mythologischen Kontexten formulieren konnten.
Jüdische Einflüsse auf die demotische Literatur zeigen sich vor allem in römischer Zeit: So erinnert die Erzählung von Si-Osire, eines Magiers aus der Zeit von Thutmosis III., an den Besuch der Königin von Saba bei Salomo (1 Kön 10,1 ). In dem jungen, von Weisheit erfüllten Si-Osire erkennen manche Autoren Jesus Christus (Lk 16,19-31 ).

## Stilmittel und Besonderheiten
Die alten Ägypter nutzten Stilelemente wie beispielsweise das Sonst-Jetzt-Schema oder auch jene, die in der abendländischen Welt gebräuchlich sind, wie zum Beispiel Wiederholungen. Hier wird das verstärkende Element jedoch nicht durch dreifache, sondern lediglich zweifache Wiederholung ausgedrückt, was möglicherweise an der Affinität zur Dualität liegt (die beiden Länder etc.). Die verschiedenen Gattungen haben ebenfalls verschiedene Stilmittel. Märchenhafte Erzählungen zeichnen sich durch Einleitung der Sätze mit den Partikeln jw (Übersetzung: Fürwahr, wahrlich, es ist der Fall) oder ˁḥˁ.n („achan“) (und dann) aus, die auf verschiedene Weise übersetzt werden können. jw wird jedoch bei Übersetzungen ebenfalls oft ignoriert. Diese Partikeln kommen jedoch auch bei anderen Gattungen vor; anderseits ist eine Erzählung ohne ˁḥˁ.n oder jw unvorstellbar. Weiterhin hatten sie eine Vorliebe für Wortspiele.
| I9 |

| I9 |

Alle historisch angehauchten Berichte sind mit Vorsicht zu lesen, ebenso wie autobiographische Darstellungen in Gräbern. Auch bei Tempelwänden ist kritische Analyse geboten, denn viele Dinge sind kanonisch, so zum Beispiel das Besiegen von Feinden oder (gegen Ende des Alten Reiches) das Aussenden von Expeditionen. Auf dem Tempel des Pepi I. ist eine Expedition beschrieben, die – wie sich später herausstellte – von Pharao Sahure unternommen wurde. Die bildliche Szenerie (mit dazugehörigem Text) wurde kopiert. Besonders häufig wurden auch Listen von angeblich besiegten Völkern und Städten kopiert. Einige mythologische Texte, wie der Kampf gegen Apophis, rezipieren historische Zusammenhänge. Jan Assmann nennt dies das kulturelle Gedächtnis und versucht, diese Geschichten zu ihrem Kern zurückzuführen und mit historischen Ereignissen in Verbindung zu bringen.